# Золтан Береш
Золтан Береш (угор. Zoltán Béres; 11 січня 1968, Ньїрбатор) — угорський професійний боксер, призер Олімпійських ігор.

## Аматорська кар'єра
На Олімпійських іграх 1992 завоював бронзову медаль.
- В 1/16 фіналу переміг Паоло Мваселе (Танзанія) — 30-13
- В 1/8 фіналу переміг Асгара Алі Чангіз (Пакістан) — RSCH-1
- В чвертьфіналі переміг Роланда Раформе (Сейшельські острови) — 11-3
- В півфіналі програв Ростислав Зауличний (Об'єднана команда) — RSC-3

На чемпіонаті світу 1993 програв в першому бою.
На Кубку світу 1994 програв в другому бою.
На чемпіонаті Європи 1996 програв в першому бою.

## Професіональна кар'єра
1997 року перейшов до професійного боксу. Виходив на ринг більшості країн Євросоюзу. Загалом провів 99 боїв, але не завоював жодного навіть малопрестижного титулу.